# Alfonso Durazo Montaño
Alfonso Durazo Montaño (Bavispe, Sonora; 11 de julio de 1954) es un abogado y político mexicano, miembro del partido Morena. Desde el 13 de septiembre de 2021 se desempeña como gobernador de Sonora.
Sirvió como portavoz en jefe y secretario particular del expresidente Vicente Fox. Fue titular de la Secretaría de Seguridad y Protección Ciudadana desde el 1 de diciembre de 2018 hasta su renuncia el 1 de noviembre de 2020 durante el gobierno de Andrés Manuel López Obrador.

## Biografía

### Primeros años y educación
Nació en Bavispe, Sonora, el 11 de julio de 1954. Asistió a la escuela primaria General Miguel Samaniego. Para la secundaria asistió a la escuela General Plutarco Elías Calles en Agua Prieta, Sonora. Asistió a la preparatoria en el Instituto Soria en Hermosillo, Sonora. Tiene una licenciatura en Derecho por la Universidad Autónoma Metropolitana, una maestría en Administración Pública por el Instituto Sonorense de Administración Pública y un doctorado en Política Pública por el Instituto Tecnológico y de Estudios Superiores de Monterrey.

### Vida académica
Es autor de diversos ensayos, entre los que destacan: “La gestión de la violencia legítima: México y Chile en perspectiva comparada”, “Innovación y gobernabilidad en un Estado obsoleto”, y “La gobernabilidad en el pensamiento de Bobbio: una lectura para el caso mexicano” y ha presentado diversas ponencias, entre las que destacan: “Los retos de la gobernabilidad en México”, en el Institute for Policy Studies de Washington.
Se desempeñó como investigador en el Instituto de Investigaciones Jurídicas de la UNAM de 1995 a 1996 y ha sido editorialista en varios diarios del país, como: Reforma (Ciudad de México), el Norte (Monterrey) y El Imparcial (Hermosillo)
Es autor del libro “Saldos del cambio: una crítica política de la alternancia”, coordinador y coautor del libro: “Colosio, el futuro que no fue”; y también coordinó “Sonora 2021: Propuestas para su transformación”.

## Trayectoria política
Ha trabajado de cerca con tres presidenciables y dos presidentes mexicanos, todos de distintos partidos. Primero sirvió como Secretario Particular de Luis Donaldo Colosio, cuando fue Presidente del Comité Ejecutivo Nacional del Partido Revolucionario Institucional (PRI) de 1989 a 1992, cuando fue Secretario de Desarrollo Social entre 1992 y 1993, así como cuando Colosio se convirtió en candidato a la Presidencia de la República de 1993 a 1994

### Secretario particular del Presidente de México (2000-2004)
En mayo de 2000 renuncia a su militancia en el PRI y se une la campaña presidencial de Vicente Fox, del Partido Acción Nacional. Al asumir el cargo, Fox lo nombró como su Secretario Particular, posteriormente convirtió en el Coordinador de Comunicación Social de la Presidencia en 2003. Durazo renunció a sus posición en 2004 y dirigió fuertes críticas hacia la administración de Fox.
En marzo de 2006, anunció que se uniría a la campaña presidencial de Andrés Manuel López Obrador. En aquel año fue nominado candidato a Senador por Sonora, pero no ganó el escaño. En enero de 2012, nuevamente se unió a la campaña presidencial de López Obrador como Coordinador de la coalición Movimiento Progresista en el estado de Sonora.

### Diputado federal (2012-2015)
En 2012 fue electo diputado federal plurinominal por el Partido de la Revolución Democrática; sin embargo, poco tiempo después en 2014 se cambió a la bancada del Movimiento Regeneración Nacional, donde fue el coordinador de la fracción parlamentaria de dicho partido.

### Presidente del Comité Ejecutivo Estatal de Morena en Sonora (2015-2018)
Dirigió el Comité Ejecutivo Estatal de Morena en Sonora de 2015 a 2018. Coordinó al grupo "Sociedad Segura", responsable de realizar el capítulo de seguridad de la plataforma y el plan de gobierno de la coalición "Juntos Haremos Historia"

### Senador por Sonora (2018)
En las elecciones federales de 2018 fue postulado por el Movimiento Regeneración Nacional como candidato a senador en primera fórmula junto a Lilly Téllez por el estado de Sonora. Asumió el cargo en la LXIV Legislatura del Congreso de la Unión el 1 de septiembre de 2018, sin embargo solicitó licencia indefinida para separarse de su escaño el 8 de noviembre, para posteriormente ser propuesto como Secretario de Seguridad Pública y Protección Ciudadana, por el presidente electo de México, Andrés Manuel López Obrador.

### Secretario de Seguridad y Protección Ciudadana de México (2018-2020)
El 1 de diciembre de 2018, cuando Andrés Manuel López Obrador tomó posesión como presidente, se restableció la Secretaría de Seguridad Pública, ahora con la denominación de Secretaría de Seguridad y Protección Ciudadana (SSPC) de la cual se nombró titular a Durazo, puesto en el que duró tan solo 22 meses.

## Reportaje de investigación y presunta cooperación con autoridades estadounidenses (2025)
En julio de 2025, el periodista Luis Chaparro informó en el programa La Saga con Adela Micha que Alfonso Durazo, gobernador de Sonora, estaba siendo investigado por autoridades de Estados Unidos por presuntos vínculos con el crimen organizado y actividades clasificadas como terrorismo. Según el reportaje, existía una alerta migratoria en su contra y, en determinado momento, se habría emitido una orden para detenerlo en caso de ingresar a territorio estadounidense. Tanto Durazo como su equipo negaron públicamente estas acusaciones.
Chaparro también señaló que, a pesar de dichas alertas, Durazo habría ingresado a Estados Unidos en varias ocasiones durante los últimos cinco o seis años utilizando la figura migratoria del "parole", un permiso temporal que suele otorgarse en circunstancias excepcionales, como motivos humanitarios o para informantes confidenciales. El reportaje sostiene que estos ingresos habrían sido posibles debido a la cooperación de Durazo como informante confidencial para agencias federales estadounidenses, incluyendo el FBI, la DEA y el Departamento de Estado. Según las fuentes citadas por Chaparro, cada ingreso requería que Durazo notificara a un oficial encargado de su caso y pasara por una inspección secundaria a su llegada.
Estas afirmaciones se basan en información proporcionada por fuentes anónimas con acceso a registros oficiales, pero no han sido corroboradas de manera independiente por autoridades estadounidenses ni por otros medios. Durazo ha negado públicamente la existencia de alguna investigación o acuerdo especial con agencias de Estados Unidos.